# Dehydrogenaza sarkozynowa
Dehydrogenaza sarkozynowa, FPIV (EC 1.5.8.3) – mitochondrialny enzym katalizujący reakcję chemiczną:
sarkozyna + akceptor + H
2O ⇄ glicyna + aldehyd mrówkowy + zredukowany akceptor
Kofaktorem dehydrogenazy sarkozynowej jest FAD. Enzym ten poprzez białko flawinowe transportujące elektrony łączy się z łańcuchem oddechowym.
Stała Michaelisa (Km) tej dehydrogenazy wynosi 0,5 mM przy szybkości maksymalnej (Vmax) wynoszącej 16 mmol/h/mg białka. Inhibitorem enzymu jest kwas metoksyoctowy (Ki = 0,26 mM).
Mutacje genu dehydrogenazy sarkozynowej objawiają się w formie łagodnego fenotypu jako autosomalna recesywna choroba genetyczna o nazwie sarkozynemia, która manifestuje się bardzo wysokim stężeniem sarkozyny w krwi i moczu nie powodując innych problemów dla organizmu.